# Wolvesey Castle

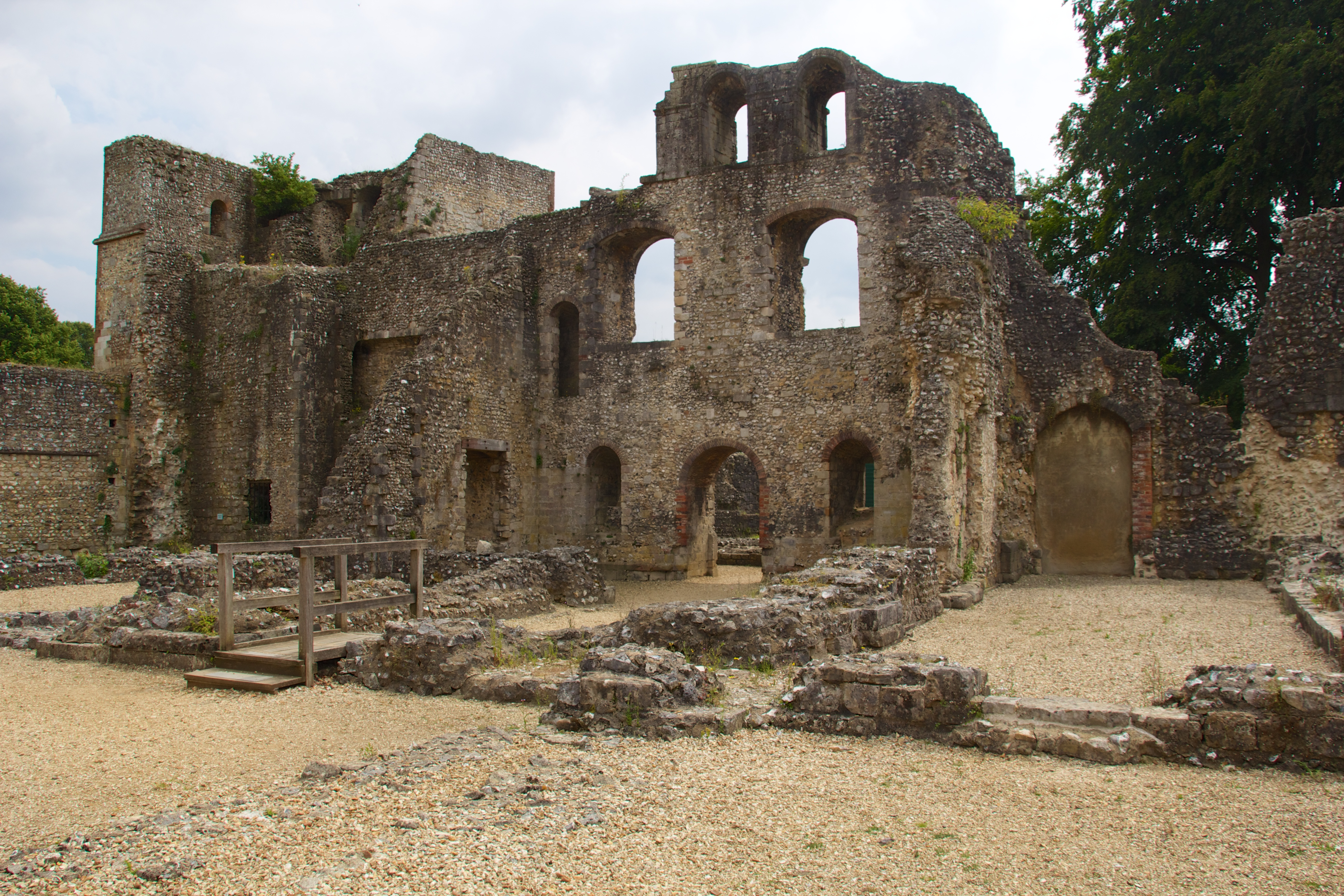
Wolvesey Castle.

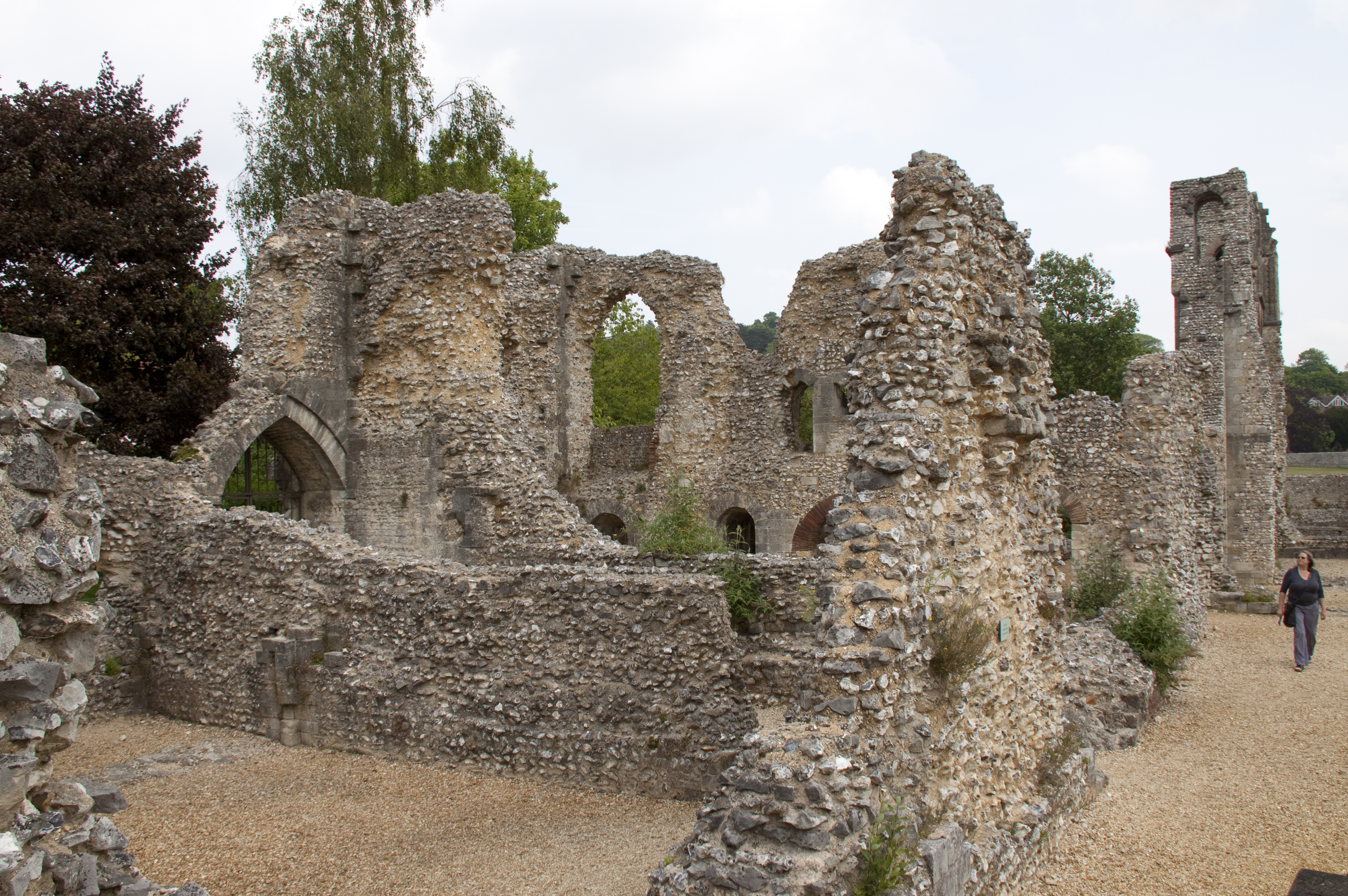
Ruïnes van Wolvesey Castle.

Wolvesey Castle (Nederlands: kasteel van Wolvesey), ook bekend als Old Bishop's Palace is de ruïne van een kasteel in Winchester, in het Engelse county (graafschap) Hampshire. Het gebouw ligt naast de kathedraal van Winchester.

## Geschiedenis
Het kasteel werd gebouwd tussen 1130 en 1140, in opdracht van Hendrik van Blois, de bisschop van Winchester. In 1141, tijdens de periode die als de Anarchie bekendstaat, belegerden troepen van koningin Mathilde de bisschop in het kasteel. De verdedigers stichtten brand in de stad waardoor het grootste deel van de oude stad Winchester verloren ging. Ze wisten het leger van koningin Mathilde op te houden totdat Mathilde van Boulogne, de vrouw van koning Stefan, met versterkingen vanuit Londen arriveerde om Winchester te ontzetten.
Op 25 juli 1554 werd het kasteel gebruikt voor de receptie bij het huwelijk tussen Maria I van Engeland en Filips II van Spanje. Het kasteel werd in 1646, tijdens de Engelse Burgeroorlog, door de Roundheads verwoest. De kapel is het enige nog overeind staande deel van het kasteel.
In 1684 liet Sir Christopher Wren voor George Morley, de bisschop van dat moment, op de plek van het kasteel een nieuw paleis bouwen. Het paleis en de ruïnes van het kasteel staan tegenwoordig onder beheer van de English Heritage.